# نیچکه-سای (شهرستان تاق‌تاگل)
نیچکه-سای (به لاتین: Nichke-Say) یک منطقهٔ مسکونی در قرقیزستان است که در شهرستان تاق‌تاگل واقع شده‌است. نیچکه-سای ۱٬۸۶۰ نفر جمعیت دارد و ۱٬۴۶۴ متر بالاتر از سطح دریا واقع شده‌است.